# Føroya Fiskimannafelag
Føroya Fiskamannafelag (Færøernes Fiskerforening) er en fagforening for fiskere på Færøerne. Den blev stiftet i 1911, og er dermed Færøernes næstældste fagforening. Símun Pauli úr Konoy og Rasmus Rasmussen blev foreningens første formand og organisationssekretær, selvom begge var lærere og ikke fiskere. Símun Pauli úr Konoy havde hjulpet fiskerne i Gøta med at skrive brev til samtlige andre færøske bygder for at aftale organiseringen af en stiftende generalforsamling. Jákup í Jákupsstovu var senere organisationssekretær for forbundet 1954–1971.

## Formænd
- Jan Højgaard 2007–d.d.
- Óli Jacobsen 1971–2007
- Erlendur Patursson 1969–1971
- Erlendur Patursson 1953–1965
- Daniel Klein 1940–1953
- Símun Pauli úr Konoy 1911–1926